# Nafa Urbach
Nafa Urbach, właśc. Nafa Indria Urbach (ur. 15 czerwca 1980 w Magelang) – indonezyjska piosenkarka i aktorka.

## Dyskografia
- 1995: Bagai Lilin Kecil
- 1996: Hati Tergores Cinta
- 1996: Hatiku Bagai Terpenjara
- 1997: Hati Yang Kecewa
- 1998: Hatiku Bagai Di Sangkar Emas
- 1999: Gita Cinta
- 1999: Tiada Dusta Di Hatiku
- 2001: Jujur Saja
- 2004: Berlari
- 2010: Ku Tak Sempurna

Źródło: 